# Max Élisée
Max Élisée, né le 26 avril 1947 à Macouba en Martinique est un acteur, scénariste, romancier et réalisateur français.

## Biographie
Né en 1947 en Martinique, il arrive en France métropolitaine en 1960 et commence en 1963 une formation en art dramatique. Il a l'occasion de travailler comme assistant réalisateur sur le film Borsalino sorti en 1970 et par la suite, comme scénariste sur plusieurs projets. Il est aussi acteur ponctuellement, comme dans Je vous ferai aimer la vie de Serge Korber sorti en 1978, et Mon curé chez les nudistes de Robert Thomas.
En parallèle, il mène une activité d'entrepreneur spécialisé en restauration de maisons, une autre de ses passions.
Reconnu comme scénariste, il envisage un moment un projet de film avec Claude Chabrol, intéressé par l’un de ses scénarios (Chabin, mon frère ). Ce projet n'aboutissant pas, le scénario est retravaillé pour devenir un premier roman publié en 2000, puis réédité en 2002. D'autres romans suivent, Un jour, je te dirai en 2003, et Le Kishkanu Noir, ou le songe du Flamboyant en 2007, Le baobab enflammé en 2020 puis La dame de la colline en 2022.

## Filmographie sélective

### Cinéma
- 1979 : Je vous ferai aimer la vie de Serge Korber
- 1982 : Banania le barman dans Mon curé chez les nudistes de Robert Thomas
- 1983 : le commandant de bord dans On l'appelle catastrophe de Richard Balducci (crédité comme Max Elysée)
- 2004 : un flic dans Nuit noire de Daniel Colas (crédité comme Max Elysée)

## Publications

### Romans
- Mémoires d'un Chabin, Editions Olbia. 1998  (ISBN 978-2719104477)
- Un jour, je te dirai…, Delma Editions. 2003
- Le kishkanu noir ou le songe du flamboyant, Delma Editions. 2007  (ISBN 978-2951951198)
- Le baobab enflammé, Editions L'Harmattan. 2020  (ISBN 978-2343206981)
- La dame de la colline, Editions L'Harmattan. 2022  (ISBN 978-2140281204)
- Mémoires d'un Chabin, Editions L'Harmattan. (réédition) 2024  (ISBN 978-2336428475)